# اردک‌های مشک
اردک‌های مشک (نام علمی: Biziura) سرده‌ای از اردک‌های افراشته‌دم بومی استرالیا است و شامل یک گونه زنده و یک گونه زیرفسیلی است.

## گونه‌ها
| تصویر | نام علمی                    | نام رایج | پراکندگی                                                                                      |
| ----- | --------------------------- | -------- | --------------------------------------------------------------------------------------------- |
|       | Biziura lobata استفنز، ۱۸۲۴ | اردک مشک | به‌طور گسترده در جنوب شرقی استرالیا، جنوب غرب استرالیا غربی و حوضه موری-دارلینگ پراکندگی دارد. |

- † B. delautouri Forbes، ۱۸۹۲ - اردک مشک نیوزیلندی - در گذشته بومی نیوزلند بوده و در هر دو جزیره شمالی و جنوبی وجود داشت، اما اکنون منقرض شده‌است.[۱]